# كارل فريدريش ريتش
كارل فريدريش ريتش (بالألمانية: Karl Friedrich Reiche)‏ (و. 1860 – 1929 م) هو عالم نبات، وأستاذ جامعي من ألمانيا . ولد في دريسدن .
توفي في ميونخ ، عن عمر يناهز 69 عاماً.